# Lasianthus politus
Lasianthus politus är en måreväxtart som beskrevs av Henry Nicholas Ridley. Lasianthus politus ingår i släktet Lasianthus och familjen måreväxter. Inga underarter finns listade i Catalogue of Life.